# Hidalgoite
L'hidalgoite è un minerale appartenente al gruppo della beudantite, solfato basico di piombo ed alluminio scoperto nel 1948 e descritto nel 1953 in base ad un ritrovamento avvenuto nella miniera di San Pascual nel distretto minerario di Zimapan, stato di Hidalgo, Messico. Il nome è stato attribuito in relazione allo Stato dove si trova la località di ritrovamento.
Il minerale è l'analogo dell'hinsdalite con l'arsenico al posto del fosforo e l'analogo della beudantite con l'alluminio al posto del ferro.
L'hidalgoite è insolubile in acido cloridrico, nitrico e solforico.

## Morfologia
L'hidalgoite è stata scoperta sotto forma di masse porose o cavernose simili alla porcellana in alcuni casi striate da ossido di ferro.

## Origine e giacitura
L'hidalgoite è un minerale secondario della zona di ossidazione dei giacimenti di solfuri polimetallici associata a beudantite, tormalina, limonite, mansfieldite, carbonatite-cianotrichite.